# Moholy-Nagy Művészeti Egyetem
A Moholy-Nagy Művészeti Egyetem (rövidítve: MOME) legkorábbi jogelődje, az Országos Magyar Királyi Iparművészeti Tanoda, 1880-ban nyitotta meg kapuit. Az intézmény 1948-ban főiskolai rangot kapott (Magyar Iparművészeti Főiskola). 2000-től pedig elnevezésében is megjelent a három évtizede, 1971-ben elnyert egyetemi rangja (Magyar Iparművészeti Egyetem), majd 2005-ben felvette a világ egyik legismertebb magyar képzőművészének, Moholy-Nagy Lászlónak a nevét, így 2006 márciusától Moholy-Nagy Művészeti Egyetem (MOME) néven működik. Egyetemünk azonosul névadója innovatív szemléletével, oktatási és művészeti alapvetéseivel, örökségét hazai és nemzetközi szinten is ápolja és megőrzi. A MOME 2020. augusztus 1. napjától a Moholy-Nagy Művészeti Egyetemért Alapítvány fenntartásában működik.

## Küldetése
A Moholy-Nagy Művészeti Egyetem (MOME) az oktatás, a kutatás és az innováció központja, ahol a kreativitás eszközeivel egy emberközpontú jövőért dolgozunk.
A 2020-ban 140. évfordulóját ünneplő MOME mindvégig meghatározó szerepet vállalt a magyarországi designélet kialakításában, és ma is megkerülhetetlen intézménye a hazai alkotói, tervezői kultúrának. Az intézmény története a hazai kulturális és művészeti élet egyik kiemelkedő képviselőjévé tette az egyetemet. A MOME-n végzett hallgatók jelentős része kulcsszerepet tölt be a maga szakterületén; az egyetem pedig nemzetközi viszonylatban is csomópontot jelent a kreatívipar képviselői számára.
Szakterületeket összekapcsoló megközelítésmóddal az egyetem képes a tervezői és a művészeti ágak, illetve a különböző oktatási és kutatási területek között a közös nevezőt megteremteni. Feladatának tekinti a kreatív tevékenységek széles körű támogatását, mert a társadalmi, gazdasági és környezeti kihívások ezek nélkül nem kezelhetőek hatékonyan.
Az intézmény missziójának középpontjában a művészetek, a design és a kreativitás világszínvonalú oktatása, kutatása és fejlesztése áll. Az egyetem olyan tudatosan cselekvő emberek képzését látja el, akik a design, a technológia és a kortárs művészeti stratégiák értő alkalmazása révén különböző élethelyzetek, társadalmi rendszerek újítóiként és javítóiként képesek fellépni a 21. században.
A MOME hárompólusú egyetemi modell kialakításával oktatási, technológiai és kutatás-fejlesztési csomópontok mentén szerveződik. A három egység egymástól nem elkülönülten, hanem egymást ösztönző, kölcsönhatásokat elősegítő szellemben működik.
A MOME identitásának sarokkövét jelenti, hogy olyan értékeket teremtsen, amelyek élhetőbbé teszik környezetünket és formálják társadalmunkat. Meggyőződésünk, hogy a design hozzájárul az állampolgárok boldogulásához és az ország fejlődéséhez. Hiszünk benne, hogy a MOME hazai viszonylatban a tradíció és progresszió együttes képviselete mellett képes közvetlen módon edukálni környezetét, és egyúttal olyan életminőséget emelő tevékenységet folytat, amely globális szinten is érzékelhető.

## Története
Az Országos Magyar Királyi Iparművészeti Tanoda egyetlen osztálya, a műfaragászati tanműhely 1880. november 14-én nyitotta meg kapuit, az 1870-ben alapított Országos Magyar Királyi Mintarajztanoda és Rajztanárképezde – a mai Magyar Képzőművészeti Egyetem jogelődje – szervezeti egységeként. Az intézmény ekkor az Andrássy úton, a (régi) Zeneakadémia épületében kapott helyet. Az 1880–90-es években sorra indultak az Iparművészeti Iskola újabb és újabb „szakosztályai”: mintázás, ötvösség, fametszés, díszítő festés, rézmetszés, kisplasztika, díszítő szobrászat. A képzési idő az 1887/88-as tanévtől háromról öt évre emelkedett, a szakképzést ugyanis kétéves előkészítő tanfolyam alapozta meg.
A mind nagyobb szabású oktatási tevékenységet kifejtő, s mind több növendéket foglalkoztató intézmény többszöri költözés után 1896-ban méltó székhelyet kapott Lechner Ödön és Pártos Gyula Üllői úti Iparművészeti Palotájában, az Iparművészeti Múzeummal közös fedél alatt. Az ugyanekkor független intézménnyé vált Iskola sorra aratta a sikereket a nyilvános bemutatókon, többek között a millenniumi országos kiállításon. A nemzetközi megmérettetés is látványos eredményeket hozott: az intézmény mind az 1900-as párizsi, mind az 1902-es torinói világkiállításon aranyérmet nyert, az 1906-os milánói világkiállításon pedig nagydíjjal tüntették ki.
A tanácsköztársaság idején új nevelési koncepció nyomán radikális átszervezés kezdődött, de a rendszer bukásával a korábbi oktatási keretek álltak vissza. 1924-től az Iparművészeti Iskola ügyeit a két-két évre választott igazgató a négy főből álló, szintén választott igazgatói tanáccsal együtt intézte. A tanulmányi idő hat évre emelkedett: három évig tartott az alsófokú, másik háromig pedig a felsőfokú szaktanfolyam.

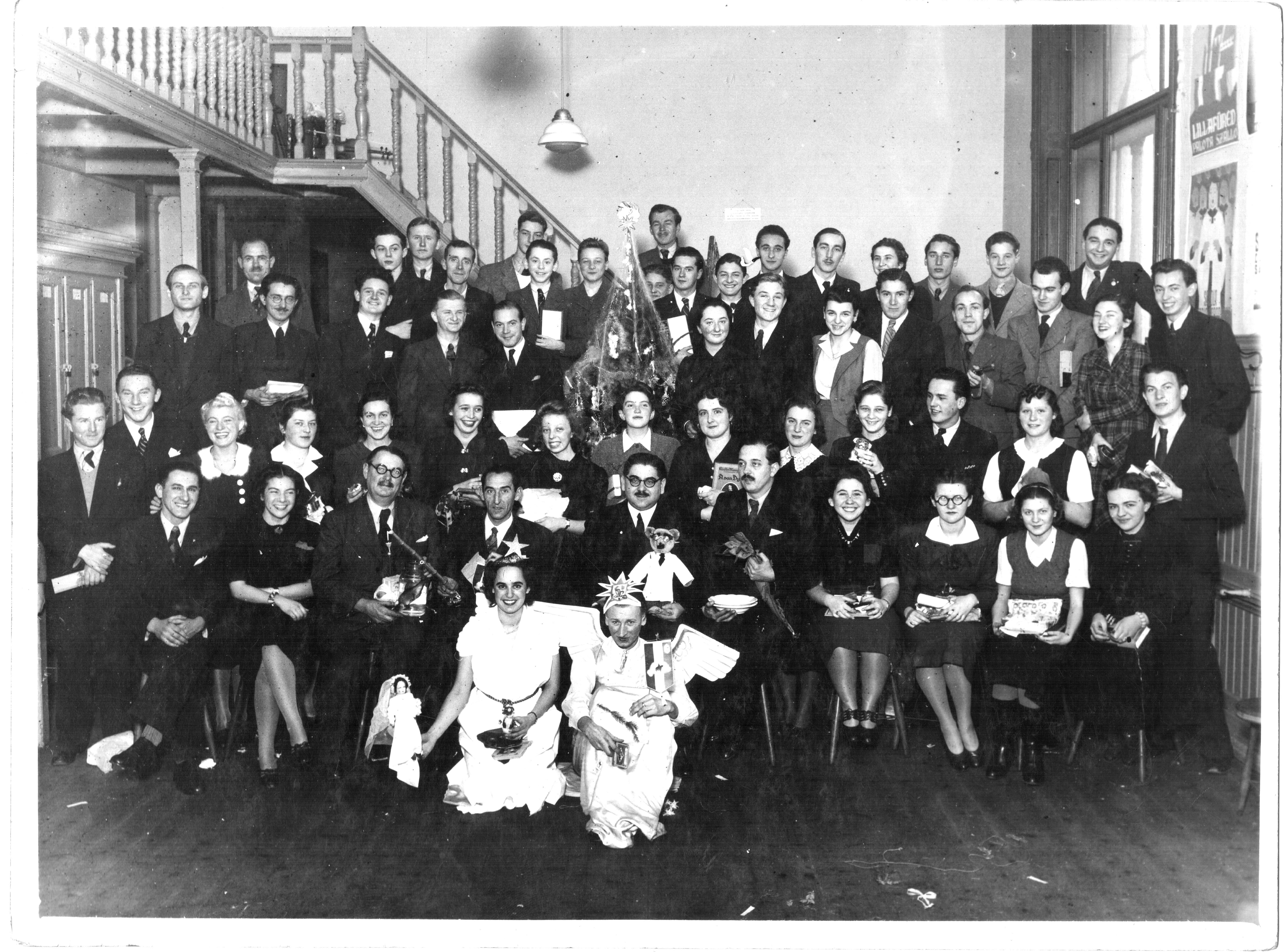
Iparművészeti Iskola – 1939 karácsonya

1936-ig tartott az igazgatói tanács rendszere, ekkor az oktatási struktúra is módosult: az első két év alapképzése a szigorúan vett szakmai ismeretek elsajátítását jelentette, önálló tervezési feladatokat csak a későbbi tanulmányi években kaptak a növendékek. Ebben az időszakban jelentősen bővítették és modernizálták az oktatás műhelyhátterét is. A második világháború idején mind nehezebbé vált, majd végül ellehetetlenült a tanítás. A romok eltakarítása után újrainduló oktatás szervezeti feltételei is megújultak: 1946-ban az iskola alsóbb évfolyamait középiskolai szintű Szépműves Líceumként leválasztották az intézményről. Az intézmény felsőoktatásra szakosodott része az Iparművészeti Akadémia lett, négyéves képzéssel és hat szakosztállyal: belsőépítészet, kerámia, grafika, textil, plasztika, ötvösművészet.
Az 1930-as évek óta kérvényezett főiskolai cím elnyerésére 1948-ban került sor. A hallgatók megnövekedett száma miatt 1954 őszén a főiskola egy része átköltözött a Farkasdy Zoltán és munkatársai által alkotott Zugligeti úti épületbe. Az 1960-as évektől egyre bővülő külföldi kapcsolatok is segítették az oktatást, az intézmény munkáját számos nemzetközi szakmai szervezet méltatta; az Iparművészeti Főiskola sikeres működésének hivatalos elismeréseként 1971-ben egyetemi rangot kapott. Az oktatás szempontjainak a létező igényekhez való alkalmazását tűzte ki célul az a nagyszabású reform, amelyet Gergely István rektor indított 1983-ban. Az első két félév alapképzése általános elméleti, rajzi, forma- és anyagismereti oktatást és kreatív feladatok megoldását jelentette. A rostavizsgán továbbjutott hallgatók két szakirányt választhattak; a főiskolai szint befejezésével az egyetemi szintnek megfelelő mesterképzőben lehetett folytatni a tanulást.
1986-ban az Iparművészeti Főiskola volt az első állami intézmény Magyarországon, ahol lehetőség nyílt menedzserdiploma szerzésére. A tanárképzés feladatainak ellátására 1987-ben jött létre a Vizuális Nevelési Központ, amelyhez hozzátartozott a Főiskola kiállítóhelye, a Tölgyfa Galéria is. 1993-tól az oktatás visszaállt a hagyományos tanszéki rendszerre, építész, formatervező, szilikát, textil és vizuális kommunikáció tanszékkel. Az elméleti képzés továbbra is önálló intézet keretein belül zajlik, és külön intézetben maradt a posztgraduális rajz- és környezetkultúra szakos tanárok, illetve a művészeti és tervezési szakmenedzserek képzése is. 2000. január 1-jétől az intézmény elnevezésében is megjelent három évtizede elnyert egyetemi rangja; a posztgraduális fokozatszerzésre a doktori iskola nyújt lehetőséget. A Tölgyfa Galéria szerepét az épület lebontása miatt 2004-ben a Batthyány utcai Ponton Galéria vette át. 2005-ben az egyetem felvette Moholy-Nagy László nevét, így hivatalosan Moholy-Nagy Művészeti Egyetem (röviden MOME) lett az intézmény neve.
Az alkalmazott művészetek hagyományaitól induló képzés területei az eltelt több mint egy évszázad alatt egyre bővültek; az ezredforduló oktatásának fő irányai: téralkotás, tárgyalkotás, képalkotás]. A 130 éves fennállását 2010-ben ünneplő intézmény napjainkban a legszélesebb értelemben vett vizuális művészetek alkotóinak egyetemi képzése révén tölt be meghatározó szerepet az ország kulturális életében.
2019. szeptember 6-án átadták az egyetem új zugligeti kampuszát.

## Rektorok
| - 2025- Kovács Csaba építész (megbízott rektorként) - 2024–2025 Koós Pál formatervező művész - 2014-2024 Fülöp József animációs filmrendező és producer - 2006–2014 Kopek Gábor fotográfus/médiaművész - 1999–2006 Droppa Judit textilművész - 1993–1999 Schrammel Imre keramikusművész - 1991–1993 Csíkszentmihályi Péter belsőépítész - 1982–1991 Gergely István belsőépítész - 1973–1982 Gádor Endre szobrászművész - 1964–1973 Pogány Frigyes építész - 1958–1964 Hincz Gyula festő- és grafikusművész - 1952–1958 Kaesz Gyula belsőépítész - 1948–1952 Schubert Ernő festőművész - 1946–1948 Kozma Lajos építész, iparművész - 1943 Györgyi Dénes építész | - 1945 Pál Lajos ötvösművész - 1944–1945 Fáy Aladár festőművész - 1936–1944 Szablya-Frischauf Ferenc festő-, iparművész - 1927–1936 Helbing Ferenc grafikusművész - 1925–1927 Simay Imre szobrászművész - 1919 Mihalik Gyula festőművész - 1917–1925 Gróh István festőművész, művészeti író - 1915–1917 Nádler Róbert festő- és iparművész - 1910–1915 Czakó Elemér művészeti író - 1896–1910 Fittler Kamill építész, művészeti szakíró - 1880–1896 Kelety Gusztáv festőművész |

## Intézetek

### Építészeti Intézet
Az Építészeti Intézet oktató munkáját az építészet – belsőépítészet – bútortervezés hármas egységét őrző szemlélet jellemzi. Az egészlátás igénye határozza meg a művészi látás és a mérnöki tudás elsajátítását szolgáló tananyagot. Az intézet szándéka, hogy tradíció és innováció azonos súllyal legyen jelen a tanításban. Első számú feladata, hogy teremtő erővel felruházott, döntéseiért felelős szakembereket neveljen, akik az emberi környezet alakításának területén művészi szintű tervező-alkotó munkát végeznek. Az intézetben folyó munka alapját a szoros tanár–diák együttműködés képezi; a stúdiónkénti kis létszám pedig lehetőséget ad a klasszikus mester-tanítvány párbeszéd kialakítására.

### Design Intézet
A Design Intézet célja, hogy nyitott gondolkodású, a környezet, a társadalom és a kultúra aktuális folyamataira érzékenyen reagáló és a legmagasabb szakmai minőséget képviselő tervezőművészeket képezzen. Feladatának tartja, hogy a falai közül kikerülő fiatal tervezők mind a hazai, mind a nemzetközi professzionális életben versenyképessé váljanak, és megtalálják saját helyüket a szakmai palettán. Az intézeti rendszer segíti a Formatervező, Textiltervező és Tárgyalkotó szakterületek közötti átjárhatóságot, az interdiszciplináris művészeti tevékenység megvalósítását, és a nyitott, integratív gondolkodás elmélyítését. Emellett lehetőséget ad egy aktív párbeszéd kialakítására a hazai, az európai és a világ design intézményeivel és szakmai szervezeteivel. Az intézet pezsgő szellemi műhely, mely magas szintű képzést biztosít hallgatói számára. Egyaránt fontosnak tartja a hagyományok megőrzését, és a legújabb ismeretek integrálását az oktatásba. A múlt- és jövőkutatási tevékenységére alapozva ötvözi a progressziót és a tradíciókövetést, ebből új design és művészeti minőségeket hívva életre.

### Média Intézet
Intézetünk már több, mint négy évtizede foglalkozik a vizuális kommunikáció szakterületei iránt érdeklődő hallgatók képzésével. A Média Intézetben működő négy szak – animáció, fotográfia, média design és tervezőgrafika – tevékenységének célja, hogy stabil szakmai alapozás mellett progresszív tervezői szemléletet adjon át arra ösztönözve hallgatóit, hogy a folyamatosan változó médiaközegben meghatározó szerepvállalói legyenek környezetüknek és lehetőségük legyen társadalmunk értékszemléletének gazdagítására és korszerűsítésére. Az elmúlt évtized hozta információ-kommunikációs változásnak és a technológia napról napra gyorsuló tempójú fejlődésének visszavonhatatlan hatása a kreatív folyamatok átalakulása és a médiaművészetek tömegkommunikációban való egyre intenzívebb jelenléte. A tudomány és a művészet konvergenciája napjaink valósága. Célunk és felelősségünk, hogy mindenkori hallgatóink számára hiteles szellemi muníciót, hatékony eszközöket kínáljunk az állandó fejlődéshez.

### Elméleti Intézet
Az Elméleti Intézet tevékenységei a design és a művészet megértésének, közvetítésének és támogatásának különböző formái köré csoportosulnak. Az Intézetben folyó kutatási és oktatási aktivitásokban egyaránt a magyar és az egyetemes kultúra megismerésére, a jelen és a közelmúlt megértésére irányul a figyelem. A szerteágazó projektek közös kiindulópontja az alkotás folyamata. Az egyetem alkotó szakjai számára biztosított elméleti stúdiumok keretében széles diszciplináris választék érhető el a hallgatók számára. Cél az, hogy az alkotás jogi és gazdasági környezetében, a műértelmezés teoretikus kereteiben és praktikus gyakorlásában, valamint a fizikai és a társas világ értelmezésében a hallgatók módszerekre és eszközökre találjanak. Az Intézet alapképzési és mesterszakjai, valamint szakirányú továbbképzései magas színvonalon, korszerű oktatási módszerekkel és nemzetközi kitekintéssel támogatják a design és a művészet teoretikus kérdéseiben, menedzsmentjében vagy tanításában fejlődni kívánókat.

### Doktori Iskola

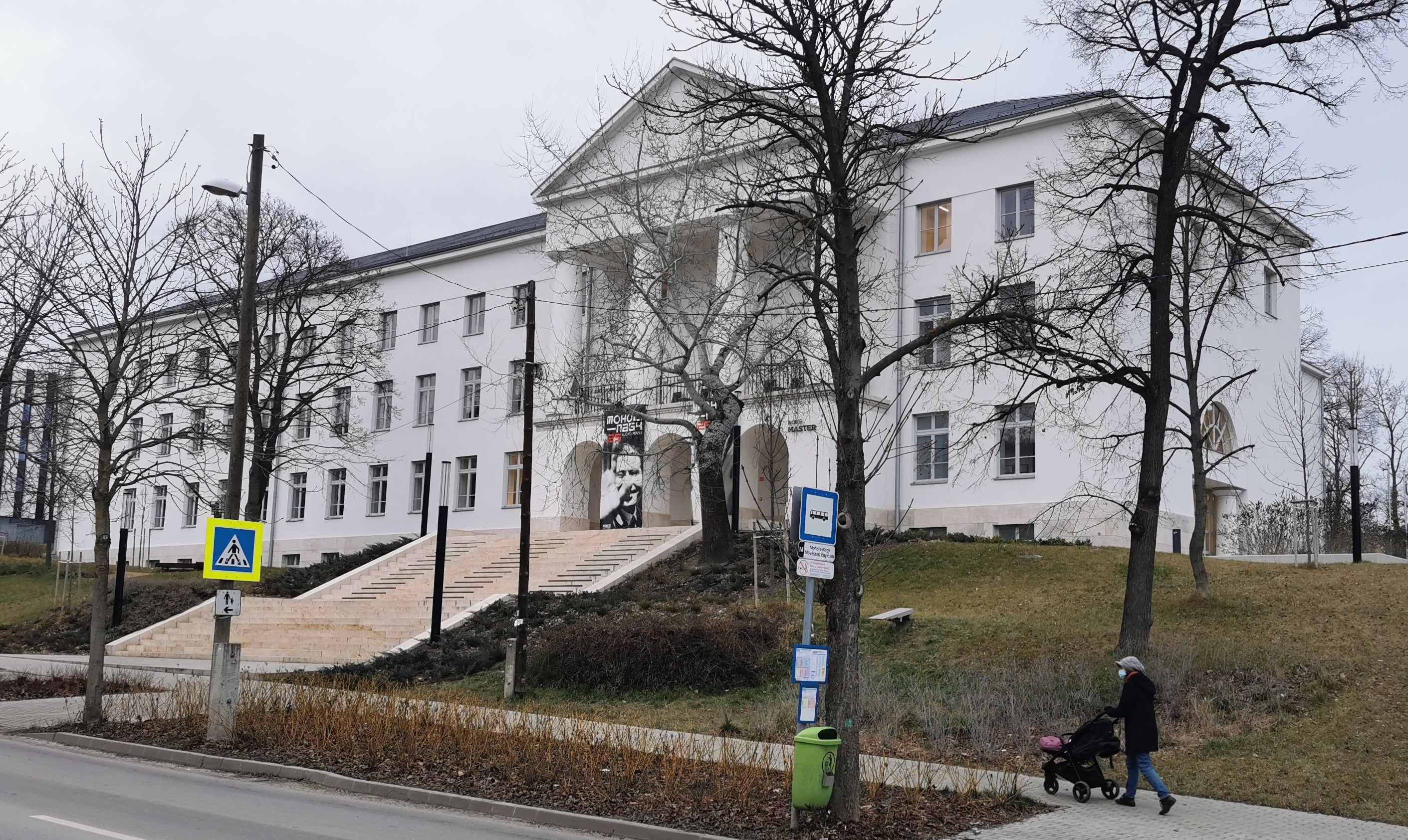
MOME MASTER

A Moholy-Nagy Művészeti Egyetem multidiszciplináris doktori iskolája három design és művészeti ágban (építőművészet DLA, iparművészet DLA, multimédia művészet DLA, practice-led doctoral degrees) és egy tudományágban (művészet-tudomány PhD, theory-based doctoral degree) folytatja tevékenységét, a négy ág koherenciájára és interdiszciplináris együttműködésére alapozva.
A négy képzési ág tagolódása az egyetem mesterképzési szakstruktúrájára épül, és kiteljesíti a háromfokozatú képzés ama tendenciáját, amely a specifikus szaktudások széles spektrumú rendszere felől (BA képzés) a mesterszakok összefoglaló jellegén át, a doktori képzés integratív struktúrájához vezet. Ez az oktatási filozófia fejeződik ki a doktori iskola által kiírt tematikus fókuszok inter- és transzdiszciplináris karakterében is, valamint abban, hogy az eltérő alkotói/kutatói szakterületeket képviselő témavezetők jellemzően többen, társ-konzulensi viszonyban segítik az egyes doktoranduszok, és a doktoranduszcsoportok munkáját.
A MOME Doktori Iskola kész arra is, hogy a benne folyó kutatásokat, illetve az általa megjelenített szakmai területeket más, hazai és nemzetközi akadémiai intézményekkel, továbbá piaci szereplőkkel, társadalmi szervezetekkel együttműködésben helyezze az alap- és az alkalmazott kutatás, fejlesztés és innováció kontextusaiba.

## Képzések

### Alapképzés – BA szakok
Animáció, Designkultúra, Építőművészet, Formatervezés, Fotográfia, Média design, Tárgyalkotás/Fém, Tárgyalkotás/Kerámia, Tárgyalkotás/Üveg, Tervezőgrafika, Textiltervezés

### Mesterképzés – MA szakok
Animáció, Designelmélet, Design- és művészetmenedzsment, Design- és vizuálisművészet-tanár, Divat- és textiltervezés, Építőművész, Ékszertervezés és Fémművesség, Formatervező művész, Fotográfia, Kerámiatervezés, Média design, Tervezőgrafika, Photography MA, Interaction Design MA

### Doktori képzés – DLA
A képzés és fokozatadás területei: iparművészet, multimédia-művészet és építőművészet.

### Szakirányú továbbképzés
Kultúramenedzsment | Múzeumi menedzsment

### Tanfolyamok, előkészítők
A MOME Open, a Moholy-Nagy Művészeti Egyetem iskolarendszeren kívüli, rövididős képzéseit, tanfolyamait szervező és működtető központja. Képzései egyszerre reagálnak a külső piaci igényekre, az akkreditációs folyamatoknál gyorsabb szakmai tendenciákra, és egyúttal megjelenítik a MOME szakmai közösségének látásmódját, szaktudását.
A képzési kör a tradicionális szakterületektől, a határterületi, kísérleti képzésekig terjed, és folyamatosan újabb fejlesztési témákon és formákon keresztül igyekszik a design és művészeti tudások láthatóságát, ismertségét és széleskörű elérhetőségét megteremteni, portfóliójában a hagyományos tárgyalkotás mellett a design thinking, service design és digitális médiumok egyaránt fontos szerepet kapnak.
A PreMOME a Moholy-Nagy Művészeti Egyetem felvételire felkészítő kurzusait kínálja, elméleti és gyakorlati képzést nyújtva, az egyetem felvételi eljárására készítve fel a jelentkezőket. Az oktatás minőségét a MOME szakjai által jóváhagyott tanterv, a változatosan felépített program és a MOME-hoz kötődő oktatói csapat biztosítják.

## Nemzetközi kapcsolatok
A MOME nemzetközi tevékenységének legfőbb célja az egyetem megjelentetése az országhatáron túl; olyan képet alkotva mely hűen tükrözi az egyetem unikális jellegét és az oktatás minőségét, emellett hatékonyan koordinálja és irányítja a hallgatói – és tanári mobilitást. A MOME nemzetközi politikája alapján az egyetem nemzetközi tevékenységét illetően két irányban működteti. Az egyik irányban a nemzetközi tapasztalatok, tudás beépítése, a másik irányba az egyetem tanárai és diákjai által létrehozott tudás, alkotások megismertetése, nemzetközi szintű elterjesztése történik. A nemzetközi stratégia ennek a kétirányú munkásságnak a céljait, prioritásait fogalmazza meg, valamint az ebből adódó feladatok megvalósításának módját.

## Nemzetközi Tanácsadó Testület
2022 szeptemberében a Moholy-Nagy Művészeti Egyetemért Alapítvány kezdeményezésére felállt a MOME munkáját segítő Nemzetközi Tanácsadó Testület. Az öt szakemberből álló szakmai bizottság célja, hogy élő kapcsolatot alakítsanak ki a MOME szakmai műhelyeivel, hallgatóival, és tapasztalataikra építve rendszeresen visszajelzést és tanácsokat adjanak a MOME működéséhez és fejlesztéséhez.

### A Nemzetközi Tanácsadó Testület tagjai
Szántó András, Tanácsadó testületi elnök
New Yorkban élő író, kutató, kulturális- és médiatanácsadó. Stratégaként olyan intézményekkel és márkákkal működött együtt, mint a Stanford University, a Metropolitan Museum of Art, az Art Basel, a Szépművészeti Múzeum, a Rolls-Royce vagy a BMW. Írásait a The New York Times és a The Wall Street Journal is publikálta. Családi és intézményi szinten is kötődik a Moholy-Nagy családhoz. 2020-2021-ben támogatta a MOME stratégiai márkaépítés folyamatait illetve aktívan részt vett a Brand Book előkészítésében is.
Aric Chen Archiválva 2022. november 23-i dátummal a Wayback Machine-ben, Nemzetközi tanácsadó
A rotterdami Het Nieuwe Instituut művészeti igazgatója, korábban a sanghaji Tongji Egyetem Design és Innovációs karának professzora, a Design Miami kurátora. Az Egyesült Államokban született és nőtt fel, Hollandiában él. Chen volt a tervezés és építészet első vezető kurátora, majd az At Large kurátora az M+-nál, Hongkongban. Kurátorként világszerte számos kiállítást jegyez, például a lisszaboni X is Not a Small Country: Unraveling the Post-Global Era-t, a State of Extremes-t az izraeli Holoni Design Múzeumban, a Harmadik teret Harmadik tér a japán Oita Művészeti Múzeumban.
Gálik Györgyi, Nemzetközi Tanácsadó
A Dark Matter Labs Város Programjáért felelős vezetője és a Stratégiai Partnerkapcsolatokért volt felelős vezető a University College London Institute for Innovation and Public Purpose egyetemi kutató intézetében. A Design Council volt vezető tanácsadója, korábban tanácsadóként és design kutatóként is dolgozott Londonban többek között a Future Cities Catapultnál és az Umbrelliumnál. A doktoriját a Royal College of Art-on szerezte Innováció Mérnök szakon és két mester diplomát szerzett a MOME-n. Korábban a New York University kutatójaként dolgozott és több neves egyetemen is előadó.
Zuzanna Skalska, Nemzetközi Tanácsadó
Zuzanna Skalska cégvezetőket és döntéshozókat inspirál arra, hogy nézőpontjukat hosszú távú jövőképpé formálják a legkülönbözőbb ágazatokból származó elképzelések, ötletek és megoldások kölcsönhatása révén. Főként az üzleti változás stratégiai jeleinek kutatásával és elemzésével foglalkozik. A 360Inspiration designtanácsadó cég és a FutureS Thinking Group tulajdonosaként vezérigazgatókkal, döntéshozókkal és kutatás-fejlesztési igazgatókkal szoros együttműködésben lehetséges jövőbeli fejlesztéseken dolgozik. Világszerte számos egyetemen ad elő. A School of Form (SWPS) társalapítója.
Ulrich Weinberg, Nemzetközi Tanácsadó
2007 óta vezeti a Hasso-Plattner Institute School of Design Thinking intézetét (a Stanford d.school társintézménye). A számítógépes animáció és játékok szakértője, a Potsdami Film Egyetemen, valamint vendégprofesszorként a Kínai Kommunikációs Egyetemen, Pekingben oktatott. A német Handelsblatt üzleti magazin felvette a 100 legjobb innovátor közé Németországban. A DGQ Német Minőségi Társaság igazgatósági tagja, a WeQ-Foundation társalapítója, és alapító elnöke a GDTA Global Design Thinking Alliance-nak. Többek között az SAP, a Janssen, a Volkswagen és a Bosch tanácsadója digitális transzformációs projektek kapcsán.

## Adományozott címek, díjak és kiválósági ösztöndíjak

### Moholy-Nagy-díj
Az egyetem 2006-tól évente díjat adományoz annak, aki tevékenységével kimagasló módon, közvetlenül vagy közvetve hozzájárult az egyetem céljainak eléréséhez.
- 2006 Hattula Moholy-Nagy, művészettörténész, író
- 2007 Stefan Lengyel, formatervező
- 2007 Gergely István, építész, belsőépítész
- 2008 Rubik Ernő, Kossuth-díjas építész, formatervező
- 2009 Hannes Böhringer, művészetfilozófus
- 2010 Földes Imre, zenetörténész
- 2011 Tibor Kalman, grafikus, designer
- 2012 Dieter Rams, építész, designer
- 2013 Gőz László – harsonaművész, zenetanár
- 2014 Kovalik Balázs, rendező
- 2015 Frenák Pál, táncos, koreográfus
- 2016 Nádasdy Ádám, költő, nyelvész, műfordító
- 2017 Passuth Krisztina, művészettörténész
- 2018 Barabási Albert László, fizikus, hálózatkutató
- 2019 Karole P. B. Vail, kurátor, múzeumigazgató
- 2020 Csomay Zsófia építész, belsőépítész, érdemes művész, címzetes egyetemi tanár és posztumusz Reimholz Péter építész, belsőépítész, egyetemi tanár
- 2022 Botár Olivér, művészettörténész, kurátor
- 2023 Gazdag Gyula filmrendező, forgatókönyvíró
- 2024 Kapitány Ágnes DSc. és Kapitány Gábor DSc. társadalomkutatók

### Moholy-Nagy Művészeti Egyetem Díszpolgára
Gorden Wagener – Chief Design Officer For Mercedes-Benz Group AG

### Professor Emeritus/Emerita
Ernyey Gyula – designtörténész, belsőépítő művész, Ferencz István – építész tervező művész, Ferkai András – építészettörténész, Kapitány Ágnes – szociológus, Péter Vladimir – Munkácsy Mihály-díjas érdemes művész, ötvös és szobrászművész, Lengyel István – formatervező, Szilvitzky Margit – textilművész; Scherer József – formatervező, Zsótér László – tervezőgrafikus

### Címzetes egyetemi tanár
Bánfalvi András – fémműves tervezőművész, Bányai István – grafikusművész, Bendzsel Miklós – a Magyar Szabadalmi Hivatal elnöke, Bodóczky István – képzőművész, Csomay Zsófia – Ybl Miklós-díjas, Pro Architectura díjas, Kotsis István-érmes építőművész, F. Dózsa Katalin – művészettörténész, Ferencz István – építész tervező művész, Paul Hargittai – textilművész, Steven Holl – építész, Janáky István – Ybl-díjas építész, Peter Pfeiffer – designer, Pohárnok Mihály – iparművész, Dan Reisinger – grafikusművész, Richly Zsolt – érdemes művész, Balázs Béla-díjas animációsfilm-rendező, Rofusz Ferenc – Oscar-díjas animációsfilm-rendező, Rubik Ernő – Kossuth-díjas építész, formatervező, Sárvári Katalin – textiltervező művész, Gorden Wagener – designer, Waliczky Tamás – médiaművész, Eva Zeisel – keramikus, formatervező, Peter Zumthor – építész, Palotai Gábor – designer, Robert Lešnik – car designer, Németh Gábor Tamás – car designer, Csupó Gábor – animációs filmalkotó, producer, rendező

### Doctor Honoris Causa
Piotr Bozyk – formatervező művész, Csíkszentmihályi Péter – belsőépítész, Kass János – Kossuth-díjas grafikusművész, Kunkovács László – Balogh Rudolf-díjas fotóművész, Popovics Zoltán – szobrászművész, Rubik Ernő – Kossuth-díjas építész, formatervező, Szentpéteri Tibor – formatervező

### Címzetes egyetemi docens
Bernhard Geisen – formatervező, Bíró Péter – marketingvezető, Kaucsek György – regisztrált európai ergonómus, pszichológus, Lehotay Zoltán – animációsfilm-rendező, Tapolcai László – ipari formatervező, Thomas Sälzle– car designer,

### Egyetemi magántanár
Jankovics Marcell – Kossuth-díjas filmrendező, dr. Kapitány Gábor – szociológus, kultúrantropológus, Király József – Kossuth-díjas belsőépítész

### Stefan Lengyel Kiválósági Ösztöndíj
A Moholy-Nagy Művészeti Egyetemért Alapítvány 2020 őszén hívta életre a Stefan Lengyel Kiválósági Ösztöndíj programot, melynek két modulja a hallgatók teljesítményalapú támogatása mellett a diákok naprakész iparági, gyakorlati kompetenciáinak bővítésére és szakmai integrációjára is nagy hangsúlyt fektet.
A koncepció a MOME Akadémia, a Hallgatói- és Doktorandusz Önkormányzat közreműködésével készült el. Egy olyan program kifejlesztése volt a cél, amely szimbolizálja egyetem identitását, megtestesíti annak innovatív, ambiciózus karakterét és egyúttal figyelembe veszi a közösség visszajelzéseit is.

## Híres oktatók és diákok
- Abaházi Katalin
- Antal András
- Balatoni Klára
- Balogh Mihály
- Balog Sándor
- Balogh Szávoszt
- Bánfalvi András
- Bárkányi Attila
- Bednay Éva
- Benedek Olga
- Borsódy László
- Borsos Miklós
- Csekovszky Árpád
- Cserba László
- Czabay Ágoston
- Czeglédi Júlia
- Dániel József
- Dancsó Péter
- Dolezsán Ágnes
- Dufala József
- Éder Krisztián
- Fajka János
- Farkas Antal Jama
- Foky Ottó
- Gál Magdolna
- Gollob József
- Gulyás Miklós
- Gyárfás Gábor
- Hefkó Mihály
- Hevessy Kálmán Gábor
- Janáky Viktor
- Jankovics Marcell
- Kakasy Éva
- Kaliczky Katalin
- Kiss István
- M. Kiss Katalin
- Kopek Gábor
- Kövesdi János
- Kulinyi István
- Kudász Gábor Arion
- Kutas Ágnes
- Lázár Zsuzsa
- Lengyel István
- Litwin József
- Maczó Péter
- Marinov Gusztáv
- Márton László Attila
- Mázsa Péter
- Meller András
- Mester Éva
- Mikó Sándor
- Molnár Tamás
- M. Tóth Géza
- Nagy Erzsébet
- Nagy Szabolcs
- Németh Aladár
- Pauló Lenke
- Pásztor Györgyi
- Péter Vladimír
- Puklus Péter
- Puskás Barnabás
- Pölöskei József
- R. Fürtös Ilona
- Rényi Katalin
- Scherer József
- Simon Károly
- Sikur Mihály
- Staut Tiborné
- Sümegi László
- Szemereki Teréz
- Szentpéteri Tibor
- Szily Imre Balázs
- Varga Miklós
- Zsoffay Róbert
- Lissák György

## Campus
2019 szeptemberében került átadásra az elmúlt évek egyik legnagyobb hazai egyetemi fejlesztése, a MOME új campusa, mely 25 000 négyzetméternyi épületet és 15 000 négyzetméternyi közparkot foglal magában, bruttó 21,4 milliárd forint értékben.
A beruházás első szakaszában, 2016-ra felépült a MOME ONE, amely a korszerű eszközökkel berendezett műhelyeknek ad otthont, a második szakaszban, 2018-ra elkészült a MOME TWO, az ugyancsak figyelemre méltó technológiával beépülő műterem- és médiaház. Az utolsó ütemben, 2019 szeptemberében került átadásra a MOME UP, mely a Doktori Iskola és az ország legrangosabb design témájú könyvtára mellett, az Innovációs Központnak, az egyetem KFI- tudástranszfer- és inkubációs tevékenységének biztosítja a legkorszerűbb feltételeket. Ugyanebben az ütemben készült el a BA-képzésnek helyet adó új épület, a MOME BASE, de megújult az eredeti, fővárosi védettségű egyetemi épület is, mely az MA-képzéseknek ad ma otthont. Felépült a MOME Ground, az egyetem főbejárata, egyben legnagyobb közösségi tere, a campus belső életének középpontja. A kantint is magában foglaló tér kapcsolja össze a különböző oktatási épületeket, a Technológiai Parkot és az Innovációs Központot. Megújult a műemléki védettségű Gondűző-villa is, mely ma az egyetem reprezentatív eseményeinek egyik meghatározó helyszíne.
A 2019-ben átadott új egyetemi campus épületei:
- MOME Master
- MOME Base
- MOME Base
- MOME One + Two
- MOME One
- MOME One
- MOME Up
- MOME Up bejárata
- MOME Up
- MOME Up – kitekintés a parkra
- MOME Up alulnézetből